# Pterolophia saintaignani
Pterolophia saintaignani är en skalbaggsart som beskrevs av Stefan von Breuning 1982. Pterolophia saintaignani ingår i släktet Pterolophia och familjen långhorningar. Inga underarter finns listade i Catalogue of Life.